# Infodémie

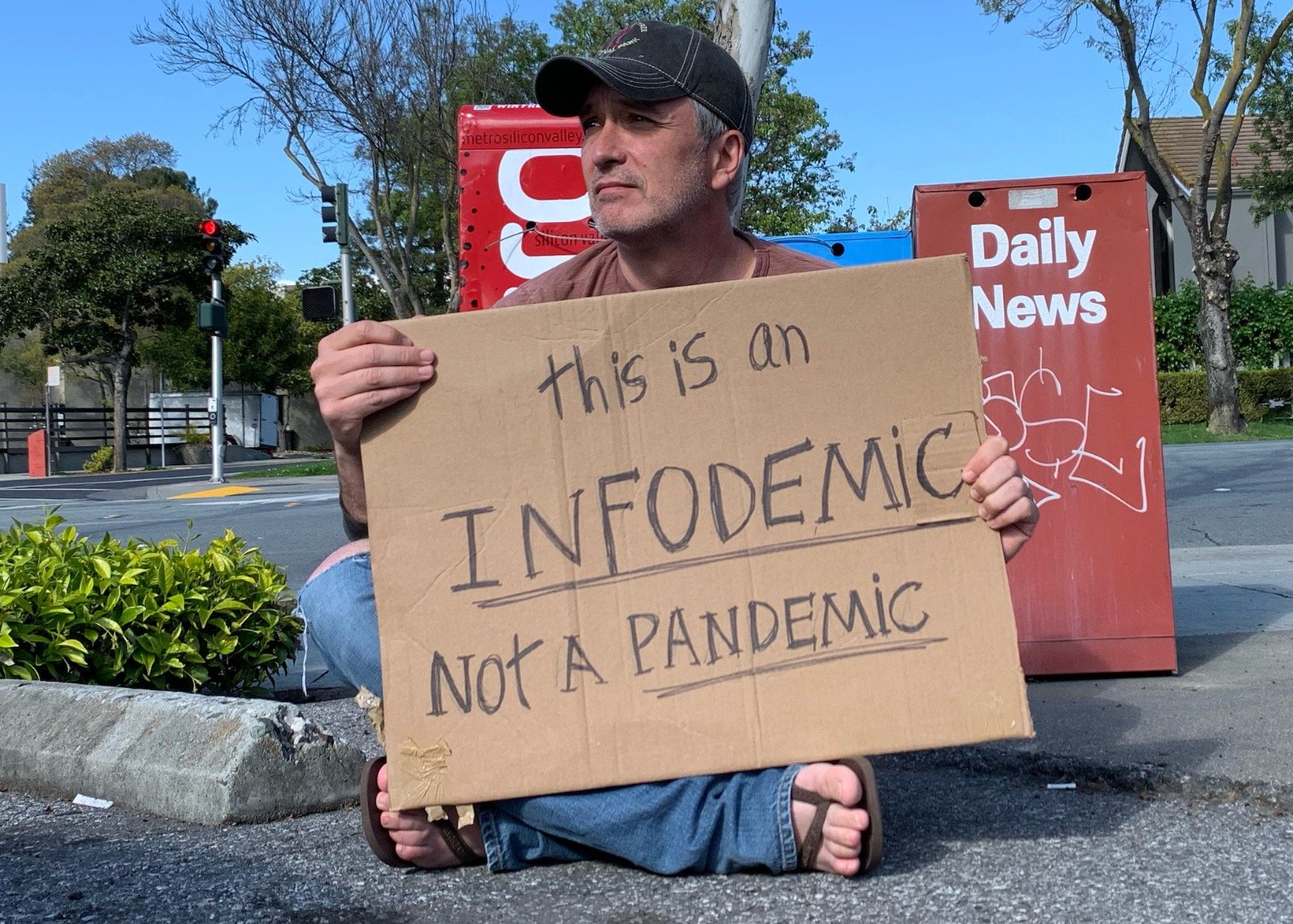
Manifestation prétendant qu'une pandémie est en fait une infodémie

L’infodémie (mot-valise fusionnant « information » et « épidémie ») est la propagation rapide et large d'un mélange d'informations à la fois exactes et inexactes sur un sujet (par exemple une maladie). À mesure que les faits, les rumeurs et les craintes se mélangent et se dispersent, il devient alors difficile d'obtenir des informations essentielles sur un problème.

## Terminologie
Le terme infodémie, en anglais « infodemic », est un néologisme inventé au début des années 2000 par Gunther Eysenbach et connaît un regain d'utilisation durant la pandémie de Covid-19,,,,

## Présentation
Selon la docteure Sylvie Briand, directrice des maladies pandémiques et épidémies à l'Organisation mondiale de la santé (OMS), « chaque épidémie s’accompagne d’une infodémie ». L'OMS estime que « les informations trompeuses se comportent comme des agents pathogènes pendant une épidémie : elles se propagent plus rapidement et à plus grande échelle, complexifiant la conduite des interventions d’urgence ». Il est peut-être arrivé qu'une infodémie conduise à des conséquences mortelles : en Iran, l’Agence de presse de la République islamique a ainsi rapporté la mort de 44 personnes qui auraient bu de l’alcool frelaté pour se protéger du Covid-19.
Le concept d'infodémie tend à être mis en concurrence avec celui de « désinfodémie » ou d'« infopandémie » et est souvent lié au thème de l'éducation aux médias et aux théories du complot.[Quoi ?]

## Études
L'infodémie fait l'objet d'une « science » récente — l’infodémiologie —, ainsi que d’actions de prévention et de conseils pour la contrer. L'OMS utilise le terme dans le contexte de la pandémie de Covid-19, dès février 2020,,,,Un groupe de travail sur les infodémies, issu du forum international sur l'information et démocratie, produit un rapport en novembre 2020, mettant en avant 250 recommandations, pour protéger les démocraties, les droits de l'homme et la santé. L'OMS conseille d'évaluer la source, de ne pas se contenter des gros titres, d'identifier l’auteur de la source, de vérifier sa date, d'examiner les faits, d'analyser ses préjugés et de consulter les organisations fiables telles que l’International Fact-Checking Network.

## Lutte contre l'infodémie
Durant la pandémie de Covid-19, les réseaux sociaux s'impliquent dans la lutte contre l'infodémie : Facebook fait afficher un message pop-up à l’ouverture d'un compte, reporte les fausses informations en bas du fil d’actualité et supprime les fausses informations jugées dangereuses pour l’utilisateur ; TikTok met en avant les chaînes de l’OMS et de la Croix-Rouge à chaque recherche du mot-clé « coronavirus » ; Google supprime les informations trompeuses concernant le Covid-19 sur ses services et publicités ; Twitter vérifie, entre autres, les comptes qui sont des sources crédibles d’information sur le Covid-19 et surveille les conversations pour s’assurer que les mots-clés recherchés sur le virus permettent d’accéder aux informations fiables,. L’OMS met en place une alerte sanitaire sur WhatsApp et un dialogueur ou chatbot sur Facebook Messenger, pour donner de l’information juste sur le virus. Le Programme des Nations unies pour le développement (PNUD) soutient l’alliance Corona Virus Facts, qui rassemble plus d’une centaine de vérificateurs de faits de plus de 45 pays regroupés au sein de l’International Fact-Checking Network.